# فناوری خانه هوشمند
فناوری خانه هوشمند از دستگاه‌هایی مانند سنسورهای پیوند دهنده، ویژگی‌ها و سایر وسایل متصل به اینترنت اشیاء (IoT) استفاده می‌کند که از راه دور قابل مشاهده، کنترل یا دسترسی هستند و خدماتی را ارائه می‌دهند که پاسخگوی نیاز کاربران است. SMART مخفف عبارت فناوری تجزیه و تحلیل و نظارت بر خود (Self-Monitoring Analysis and Reporting Technology) می‌باشد. این فناوری در ابتدا توسط IBM توسعه یافته بود و به آنالیز پیش‌بینی شکست گفته می‌شد. نخستین محصول معاصر فناوری خانه هوشمند بین سالهای ۱۹۹۸ و اوایل ۲۰۰۰ میلادی در دسترس مصرف‌کنندگان قرار گرفت. فناوری خانه هوشمند به کاربران امکان می‌دهد دستگاه‌های خانگی متصل خود را از برنامه‌های خانه هوشمند، تلفن‌های هوشمند یا سایر دستگاه‌های شبکه کنترل و نظارت کنند. کاربران می‌توانند از راه دور سیستم خانه‌های متصل را کنترل کنند، چه در خانه باشند و چه در خانه. این کار باعث می‌شود انرژی و کارایی الکتریکی کارآمد تری داشته باشید و از امنیت خانه شما نیز اطمینان حاصل کنید. فناوری خانه‌های هوشمند با اسکان افراد دارای نیازهای ویژه به ویژه افراد سالخورده به سلامتی و رفاه کمک می‌کند. اکنون از فناوری خانه‌های هوشمند برای ایجاد شهرهای هوشمند استفاده می‌شود. یک شهر هوشمند عملکردی شبیه به خانه هوشمند دارد، جایی که سیستم‌ها برای اجرای کارآمدتر شهرها و صرفه جویی در هزینه‌ها مورد نظارت قرار می‌گیرند.

## موارد استفاده
فناوری خانه هوشمند در طیف گسترده‌ای از دستگاه‌های خانگی مورد استفاده قرار می‌گیرد، از جمله:
- سیستم بلندگوهای بی‌سیم
- ترموستات
- امنیت و سیستم‌های نظارت بر خانه
- روبات‌های داخلی
- آشکارسازهای دود / CO
- روشنایی
- مانیتور مصرف انرژی خانگی
- قفل‌های درب هوشمند
- لوازم خانگی هوشمند مانند تلویزیون هوشمند، انگشتر هوشمند، ماشین لباسشویی هوشمند، چای ساز هوشمند، قهوه ساز هوشمند، چراغ های هوشمند
- ردیاب‌های آب

از سال ۲۰۱۵، رایج‌ترین قطعه فناوری خانه‌های هوشمند در ایالات متحده سیستم‌های بلندگو بی‌سیم بود که ۱۷ درصد افراد صاحب یک یا چند عدد از آن بودند. ترموستات هوشمند دومین قطعه رایج فناوری خانه هوشمند است که ۱۱ درصد افراد از چنین دستگاه‌هایی استفاده می‌کنند. یک گزارش مصرف‌کننده در سال ۲۰۱۲ با استناد به داده‌های انجمن ملی سازندگان خانه، بررسی کرد که صاحبان خانه‌های لوازم خانگی بیشتر چه چیزی را می‌خواهند و دریافتند که موارد برتر عبارتند از: سیستم‌های امنیتی بی‌سیم (۵۰٪)، ترموستات قابل برنامه‌ریزی (۴۷٪)، دوربین‌های امنیتی (۴۰٪)، سیستم‌های کنترل روشنایی (۳۹٪)، سیستم‌های صوتی خانگی بی‌سیم (۳۹٪)، سیستم‌های سینمای خانگی (۳۷٪) و سیستم‌های HVAC «گرمایش، تهویه و تهویه مطبوع» (37%). آینده پژوهان صنعت پیش‌بینی می‌کنند که تا سال ۲۰۲۱، متوسط خانه آمریکای شمالی دارای ۱۳ دستگاه هوشمند در خانه خود باشد.

### آسیب‌پذیری
سیستم‌های فناوری هوشمند خانه به منظور انجام حمله مستقیم از انکار سرویس (DDoS) در اکتبر سال ۲۰۱۶ مورد سوء استفاده قرار گرفتند. این دستگاه‌ها که توسط اینترنت اشیاء متصل هستند، خطرات ذاتی نقض امنیت را دارند. هکرها دستگاه‌های ناایمن را که شامل فناوری خانه هوشمند است، هدف قرار داده و آنها را با کد مخرب آلوده کردند تا یک بات نت و انجام این حمله را ایجاد کنند. یک مطالعه تخمین می‌زند که حداقل ۱۵ درصد روترهای خانگی با رمزهای ضعیف یا پیش فرض نا امن نیستند. بیش از ۱۳ میلیارد دستگاه دیجیتال و الکترونیکی به هم پیوسته در سراسر جهان وجود دارد. حمله DDoS در اکتبر ۲۰۱۶ نشان داد که درصد کمی از دستگاه‌های آسیب‌پذیر می‌توانند تأثیر مخربی داشته باشند.

### هوش مصنوعی
هوش مصنوعی و خانه‌های هوشمند تا سال ۲۰۳۰ تحولی اساسی در لوازم خانگی ایجاد خواهند کرد. با ادغام رباتیک و اینترنت اشیاء (IoT)، دستگاه‌ها قادر خواهند بود از طریق تشخیص گفتار و زبان طبیعی با کاربران تعامل کنند و عملکردی هماهنگ در سیستم‌های روشنایی، امنیتی و پخش رسانه داشته باشند. هوش مصنوعی با بهینه‌سازی مصرف انرژی (مانند مدیریت خودکار روشن/خاموش شدن لوازم بر اساس نیاز) و کاهش ضایعات (از طریق هشدار انقضای مواد غذایی در یخچال‌های هوشمند)، به حفظ منابع طبیعی کمک می‌کند. همچنین، لوازم پزشکی خانگی مانند فشارسنج‌ها و گجت‌های پوشیدنی با اتصال به شبکه‌های سلامت، امکان تشخیص زودهنگام بیماری‌ها را فراهم می‌سازند. چالش اصلی در این حوزه، تضمین امنیت سایبری سیستم‌های متصل به IoT است تا از حملات مخرب جلوگیری شود.
.